# Hrusjevskyjgatan
Vulytsia Mychajla Hrusjevs'koho (ukrainska: вулиця Михайла Грушевського), Hrusjevskyjgatan, är en gata i centrala Kiev, Ukrainas huvudstad. Den är belägen i stadsdelen Lypy i Petjersk-distriktet. Gatan fungerar som gräns mellan stadsdelarna Petjersk och Lypky. Vid Europatorget ansluter den till gamla Kiev.

## Beskrivning
Gatan har fått sitt nuvarande namn av Mychajlo Hrusjevskyj (1836–1934), en ukrainsk akademiker, politiker, historiker och statsman. Vid gatan är Ukrainas parlamentsbyggnad, liksom regeringens byggnad och parlamentbiblioteket. Entrén till Dynamo Kievs gamla hemmaplan Dynamostadion finns på gatan. Gatan gränsar också till Marijinskyjparken (Маріїнський парк, Marijins'kyj park), där Konstitutionstorget (Площа Конституції, Plosjtja Konstytutsiji) är beläget.
Hrusjevskyjgatan var en av huvudarenorna för protester och demonstrationer i samband med Euromajdan 2013–14.

## Tidigare namn
- 1919–34: ulitsa Revoljutsii (ryska: 'Revolutionsgatan')
- 1934–91: ulitsa Kirova (ryska: Kirovgatan)
- 1941–43: vulytsia Hetmana Ivana Mazepy[2] (ukrainska: Hetmanen Ivan Mazepas gata)